# Bardo (gmina)
Pour les articles homonymes, voir Bardo.
Bardo est une gmina mixte du powiat de Ząbkowice Śląskie, Basse-Silésie, dans le sud-ouest de la Pologne. Son siège est la ville de Bardo, qui se situe environ 10 km au sud-ouest de Ząbkowice Śląskie, et 72 km au sud de la capitale régionale Wrocław.
La gmina couvre une superficie de 73,41 km2 pour une population de 5 635 habitants.

## Géographie
Outre la ville de Bardo, la gmina inclut les villages de Brzeźnica, Dębowina, Dzbanów, Grochowa, Janowiec, Laskówka, Opolnica, Potworów et Przyłęk.
La gmina borde les gminy de Kamieniec Ząbkowicki, Kłodzko, Stoszowice, Ząbkowice Śląskie et Złoty Stok.